# Itálie na Letních olympijských hrách 1920
Itálii na Letních olympijských hrách v roce 1920 v belgických Antverpách reprezentovala výprava 174 sportovců (173 mužů a 1 žena) v 18 sportech.

## Medailisté
| Medaile | Jméno | Sport                | Soutěž                              |
| ------- | --- | -------------------- | ----------------------------------- |
| Zlato   | Ugo Frigerio | Atletika             | Muži 3 km chůze                     |
| Zlato   | Ugo Frigerio | Atletika             | Muži 10 km chůze                    |
| Zlato   | Arnaldo Carli Ruggero Ferrario Franco Giorgetti Primo Magnani | Cyklistika           | Družstvo mužů stíhací závod         |
| Zlato   | Tommaso Lequio di Assaba | Jezdectví            | Parkurové skákání - jednotlivci     |
| Zlato   | Nedo Nadi | Šerm                 | Muži fleret                         |
| Zlato   | Nedo Nadi | Šerm                 | Muži šavle                          |
| Zlato   | Baldo Baldi Tommaso Costantino Aldo Nadi Nedo Nadi Abelardo Olivier Oreste Puliti Pietro Speciale Rodolfo Terlizzi | Šerm                 | Družstvo mužů fleret                |
| Zlato   | Antonio Allocchio Tullio Bozza Giovanni Canova Tommaso Costantino Andrea Marrazzi Aldo Nadi Nedo Nadi Abelardo Olivier Paolo Thaon di Revel Dino Urbani | Šerm                 | Družstvo mužů kord                  |
| Zlato   | Baldo Baldi Federico Cesarano Francesco Gargano Aldo Nadi Nedo Nadi Oreste Puliti Giorgio Santelli Dino Urbani | Šerm                 | Družstvo mužů šavle                 |
| Zlato   | Giorgio Zampori | Sportovní gymnastika | Muži víceboj – jednotlivci          |
| Zlato   | Arnaldo Andreoli Ettore Bellotto Pietro Bianchi Fernando Bonatti Luigi Cambiaso Luigi Contessi Carlo Costigliolo Luigi Costigliolo Giuseppe Domenichelli Roberto Ferrari Carlo Fregosi Romualdo Ghiglione Ambrogio Levati Francesco Loi Vittorio Lucchetti Luigi Maiocco Ferdinando Mandrini Lorenzo Mangiante Antonio Marovelli Michele Mastromarino Giuseppe Paris Manlio Pastorini Ezio Roselli Paolo Salvi Giovanni Tubino Giorgio Zampori Angelo Zorzi | Sportovní gymnastika | Družstvo mužů                       |
| Zlato   | Ercole Olgeni Giovanni Scatturin Guido De Filip | Veslování            | Muži dvojka s kormidelníkem         |
| Zlato   | Filippo Bottino | Vzpírání             | Muži nad 82.5 kg                    |
| Stříbro | Ettore Caffaratti Garibaldi Spighi Giulio Cacciandra Carlo Asinari | Jezdectví            | Jezdecká všestrannost - družstvo    |
| Stříbro | Alessandro Valerio | Jezdectví            | Parkurové skákání - jednotlivci     |
| Stříbro | Aldo Nadi | Šerm                 | Muži šavle                          |
| Stříbro | Pietro Annoni Erminio Dones | Veslování            | Muži dvojskif                       |
| Stříbro | Pietro Bianchi | Vzpírání             | Muži do 75 kg                       |
| Bronz   | Ernesto Ambrosini | Atletika             | Muži 3000 m steeplechase            |
| Bronz   | Valerio Arri | Atletika             | Muži maratonský běh                 |
| Bronz   | Edoardo Garzena | Box                  | Muži pérová váha do 52,7 kg         |
| Bronz   | Ettore Caffaratti | Jezdectví            | Jezdecká všestrannost - jednotlivci |
| Bronz   | Ettore Caffaratti Giulio Cacciandra Alessandro Alvisi Garibaldi Spighi | Jezdectví            | Parkurové skákání - družstvo        |